# I Am Mine
I Am Mine fu il primo singolo estratto dall'album dei Pearl Jam del 2002, Riot Act. Il singolo contiene la B-Side "Down" e in alcuni formati sono presenti anche le canzoni "Bu$hleaguer" e "Undone". La canzone fu pubblicata nell'ottobre 2002, e arrivò al numero 6 della Alternative Songs di Billboard. La band suonò questa canzone al The Late Show with David Letterman per promuovere l'album. La canzone è contenuta nel greatest hits, Rearviewmirror: Greatest Hits 1991-2003.

## Significato del testo
La canzone fu scritta da Vedder in un hotel poco prima di uno show tenutosi in terra americana, il primo organizzato dopo la tragedia avvenuta al Roskilde Festival nel 2000, in cui 9 persone persero la vita schiacciate dalla calca proprio durante la performance della band. Allo show dell'8 luglio 2003, Vedder dichiarò: "Questa canzone riguarda la sicurezza personale, del sentirsi al sicuro e anche liberi" . 

## Video musicale
Un video musicale fu registrato al Chop Suey di Seattle da James Frost nel settembre del 2002, ma era più una performance dal vivo che la registrazione di un video musicale. Era uno dei cinque video registrati per promuovere Riot Act (tra i quali "Save You", "Love Boat Captain", "Thumbing My Way" e "1/2 Full"). Prima di questo, la band non aveva pubblicato nessun video dal 1998; l'ultimo fu "Do the Evolution"

## Formati e tracklist
- Compact Disc Single (USA, Austria e Canada)

1. "I Am Mine" (Vedder) – 3:35
2. "Down" (Gossard, McCready, Vedder) – 3:17
  - Inedita

- Compact Disc Single (Europa e Australia)

1. "I Am Mine" (Vedder) – 3:35
2. "Down" (Gossard, McCready, Vedder) – 3:17
  - Inedita
3. "Bu$hleaguer" (Gossard, Vedder) – 3:57
4. "Undone" (Vedder) – 3:08
  - Inedita

- Compact Disc Single (Regno Unito)

1. "I Am Mine" (Vedder) – 3:35
2. "Bu$hleaguer" (Gossard, Vedder) – 3:57
3. "Undone" (Vedder) – 3:08
  - Inedita

- 7" Vinyl Single (Australia/Nuova Zelanda, Europa e USA)

1. "I Am Mine" (Vedder) – 3:35
2. "Down" (Gossard, McCready, Vedder) – 3:17
  - Inedita